# Boreotrophon clathratus
Boreotrophon clathratus ook wel grote ribhoren, is een in zee levende slakkensoort die behoort tot de familie Muricidae. De wetenschappelijke naam werd gepubliceerd in 1767 door Carl Linnaeus.